# Закохані (фільм, 1984)
«Закохані» (англ. Falling in Love) — американський кінофільм 1984 року. Другий поспіль фільм режисера Улу Гросбарда з Робертом Де Ніро в головній ролі після картини 1981 року «Таємниці сповіді».

## Сюжет
Френк і Моллі знайомляться напередодні Різдва в книжковому магазині. Через деякий час доля знову зводить їх разом. У кожного з них є своя сім'я, а у Френка двоє дітей.

## У ролях
- Роберт Де Ніро — Френк Рафтіс
- Меріл Стріп — Моллі Гілмор
- Харві Кейтель — Ед Ласкі
- Джейн Качмарек — Енн Рафтіс
- Джордж Мартін — Джон Трейнер
- Даян Віст — Ізабель
- Віктор Арго — Віктор Ролінз
- Френсіс Конрой — офіціантка

## Нагороди
- 1985 — «Давид ді Донателло»: найкраща іноземна актриса (Меріл Стріп)
- 1985 — Премія Святого Георгія: найкращий іноземний актор (Роберт де Ніро)

## Цікаві факти
- Друга спільна поява на екрані Де Ніро та Стріп після відомого фільму 1978 року «Мисливець на оленів». Наступного разу ці актори зіграють в одному фільмі через 12 років («Кімната Марвіна»).
- Третя спільна робота Де Ніро і Кейтеля після фільмів Мартіна Скорсезе «Злі вулиці» та «Таксист».